# Francique méridional
Pour les articles homonymes, voir Francique et Francique palatin.
Le francique méridional, en allemand Südfränkisch (parfois appelé francique rhénan méridional, en allemand Süd-Rheinfränkisch) est le haut-francique pratiqué dans le Land allemand du Bade-Wurtemberg (arrondissements de Karlsruhe, Heilbronn, Mosbach, Pforzheim, Rastatt) et dans le nord de l'Alsace (à Wissembourg et ses alentours), plusieurs milliers de locuteurs parlant cette variante sud-occidentale.

## Vieux francique méridional

### Implication dans la Renaissance carolingienne

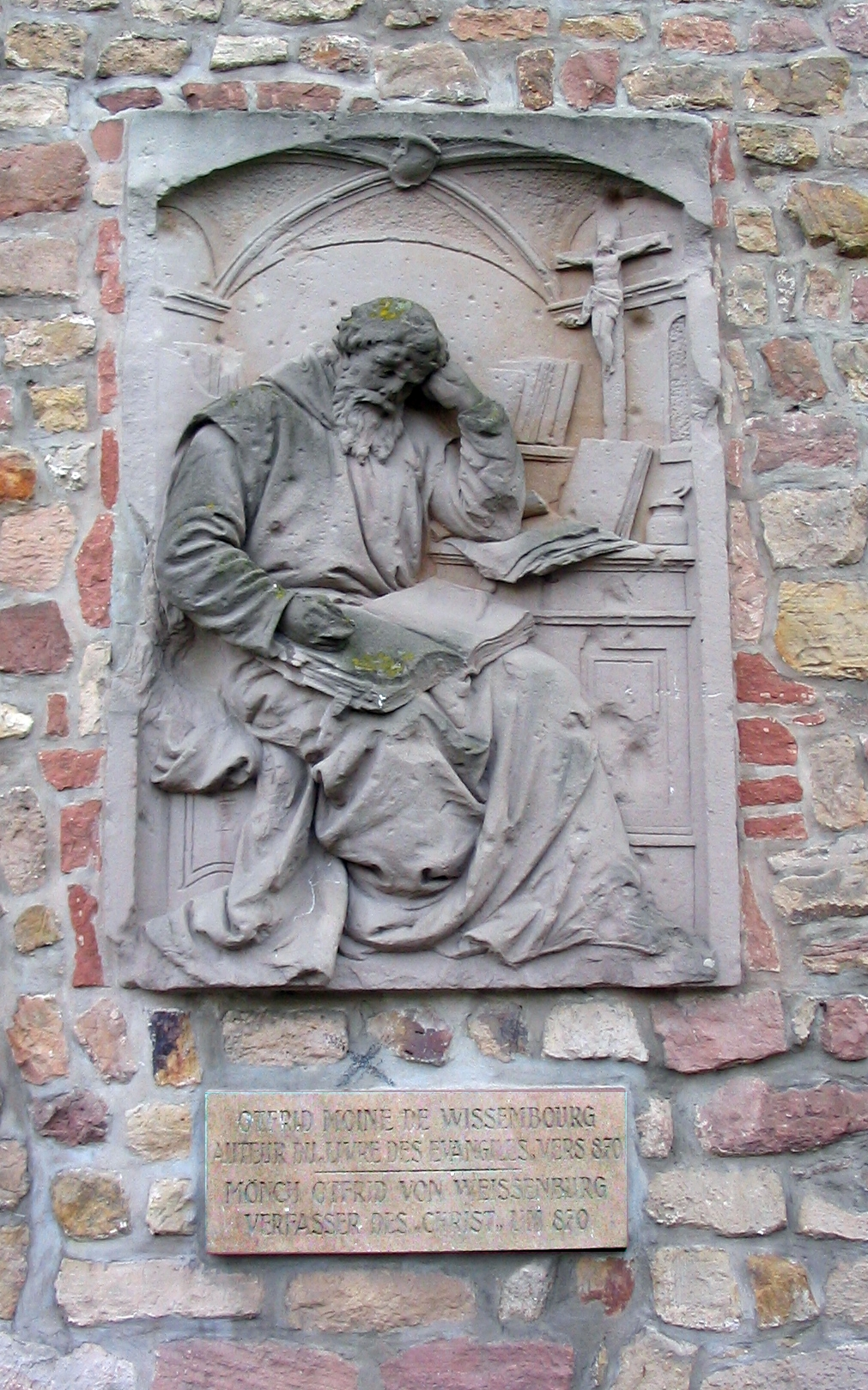
Bas-relief commémorant la place d'Otfried de Wissembourg dans les écrits en vieux haut-allemand au IXe siècle, comme le Evangelienbuch et le Catéchisme de Wissembourg.

Le sous-groupe francique méridional fut l'une des langues du Vieux haut allemand très représentées  dans les premières œuvres de la période dite Renaissance carolingienne, une tentative d'unification de la langue allemande sur la base du francique, frenskisg, désignée par le terme "diutisk". L'actuelle région du francique méridionale comportait, en effet, de nombreux scriptoria d'abbayes prestigieuses où les moines copistes d'origine diverses diffusaient des œuvres en langue vernaculaire. 
À ce titre, l'Alsace médiévale a été partie prenante dans l'édification de la langue allemande commune du moment. Elle le sera d'ailleurs encore une fois au moment de la Renaissance rhénane partie de Bâle, point de transition entre l'Italie et le monde rhénan élargi.

### Littérature en vieux-francique méridional
Sachant que  celui qu'on considère en Allemagne comme le premier poète allemand, Otfried de Wissembourg, un moine de l'abbaye de Wissembourg, a écrit dans la langue francique locale, le francique  rhénan méridional fait partie des rares dialectes allemands dont on a des traces aussi anciennes.
Les œuvres suivantes contiennent des gros passages ou pratiquement l'intégralité  en vieux francique méridional:
- Isidore de Séville, Lorraine, partie en vieux-bavarois, VIIIe siècle
- Fragments de Mondsee (MF Mondsee(-Wiener)-Fragmente) Lorraine, partie en vieux-bavarois, VIIIe siècle
- Confessions palatines (PfB Pfälzer Beichte) Wissembourg, Alsace, Xe siècle
- Confessions reichenoviennes (RB Reichenauer Beichte) Xe siècle
- Cantiques rhéno-franciques (RhC Rheinfränkische Cantica), partie en francique ripuaire, Xe siècle
- Catéchisme de Wissembourg WK Weißenburger Katechismus, Worms, VIIIe siècle

## Confusions dans la terminologie
Comme c'est le cas pour les dialectes alémano-franciques sur le territoire français en Alsace-Moselle (si un Alsacien ne parle pas forcément l'alémanique et un Mosellan pas forcément le francique mosellan, la notion politico-administrative d'alsacien ou de lorrain n'a rien à voir avec les variétés linguistiques),  Il n'y a objectivement aucune correspondance exacte possible entre les frontières politico-administratives et la délimitation des aires dialectales. Il faut aussi distinguer la dénomination linguistique scientifique du terme utilisé dans le langage courant par les locuteurs de ces dialectes. Comme le sous-groupe francique méridional fait figure de transition entre des sous-familles plus clairement identifiées ou au rayonnement culturel fort, la réalité du terrain montre que les locuteurs franciques méridionaux, voire une partie du francique oriental du Wurttemberg-Nord, arrondissement de Schwäbisch Hall, disent souvent par commodité parler le souabe, le palatin ou le badois. Quasi personne ne déclarerait parler le francique méridional. Le terme francique, dans l'esprit collectif des Allemands, est souvent associé à la puissante région de la Franconie (Franken) dans l'état libre de Bavière. On ne précise jamais "oriental". 
Cet état de fait s'explique par une influence accrue des aires dialectales historiques voisines du Bade septentrional comme l'Electorat palatin, la Souabe, la Hesse ou la Franconie. Certaines régions périphériques actuelles du Nord-Est wurtembergeois appartenaient par exemple à la Franconie avant la dislocation punitive de ce duché par Napoléon en 1806 . Une autre raison de la confusion est à chercher dans les multiples péripéties liées à l'établissement de la frontière politique entre le grand duché de Bade et le royaume du Wurtemberg avant la fusion difficile  des deux territoires dans les années 1950 .

## Dialectes voisins et éléments distinctifs

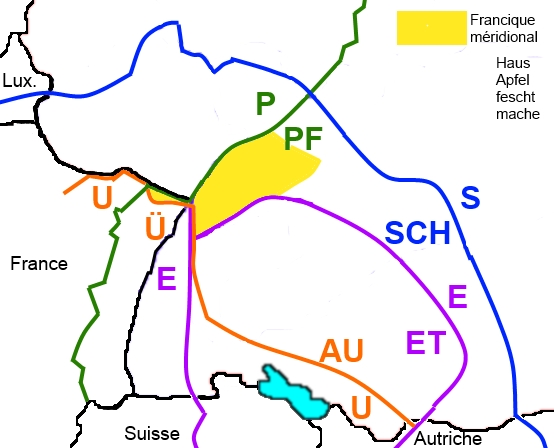
Isoglosses déterminant les caractéristiques linguistiques du francique méridional.

Les dialectes franciques méridionaux touchent donc au nord-ouest au francique rhénan, à l'est au francique oriental, au sud au souabe et au sud-ouest à l'alsacien bas-alémanique. 
Traditionnellement, on définit un sous-groupe dialectal germanique par des isoglosses très connus sur l'ensemble de l'espace germanophone; elles touchent essentiellement la phonologie et la grammaire. Pour le francique méridional sont concernées les isoglosses P/PF, U/AU, SCH/S et la terminaison du pluriel au présent de l'indicatif E / T. 
1. Le francique méridional  est au nord de ligne Hus-Haus (mot pour "maison").  Hus ou Hüs est la forme de l'alémanique alsacien ou badois, mais aussi du francique rhénan lorrain. C'est ce qu'on appelle la diphtongaison bavaroise. Les dialectes de ce groupe transitoire ont adopté la diphtongue AU alors que l 'alémanique et le rhénan lorrain sont restés fidèles à la monophtongue de l'allemand médiéval.
2. Le francique méridional est à l'ouest de la ligne mache-machet (mot pour dire "faire" aux personnes du pluriel) typique du souabe. En ce sens, il partage la même conjugaison que l'alémanique et le francique rhénan.
3. Le francique méridional se distingue du francique oriental parce qu'il est à l'ouest de la ligne fest-fescht (mot pour "fixe"). De ce fait, il se rattache au grand bassin des dialectes allemands à l'ouest qui prononcent le S combiné à une autre consonne au milieu du mot  (T, P, par exemple) comme un SCH. La sœur reste "Schwester" à l'est, devient  Schweschter à l'ouest.
4. Le francique méridional se détache de sa famille francique rhénane car il est placé au sud de la ligne dite de Spire, celle qui sépare ceux qui prononcent P de ceux qui prononcent PF comme dans le mot pour la pomme, APFEL, donc la forme de l'allemand littéraire ou haut-allemand.

La prononciation en P (Appel) est, en effet, la première caractéristique des franciques rhénans, mosellans et ripuaires appartenant au moyen allemand. 
C'est cette dernière caractéristique phonétique qui rattache le francique méridional à l'allemand supérieur. 
Donc pour un locuteur de la famille rhénane (palatins, hessois, sarrois, nord-badois), un francique méridional ne parle pas un dialecte très divergent du sien. Cela s'arrête à la prononciation peu handicapante du P en PF.

## Le francique méridional en Alsace

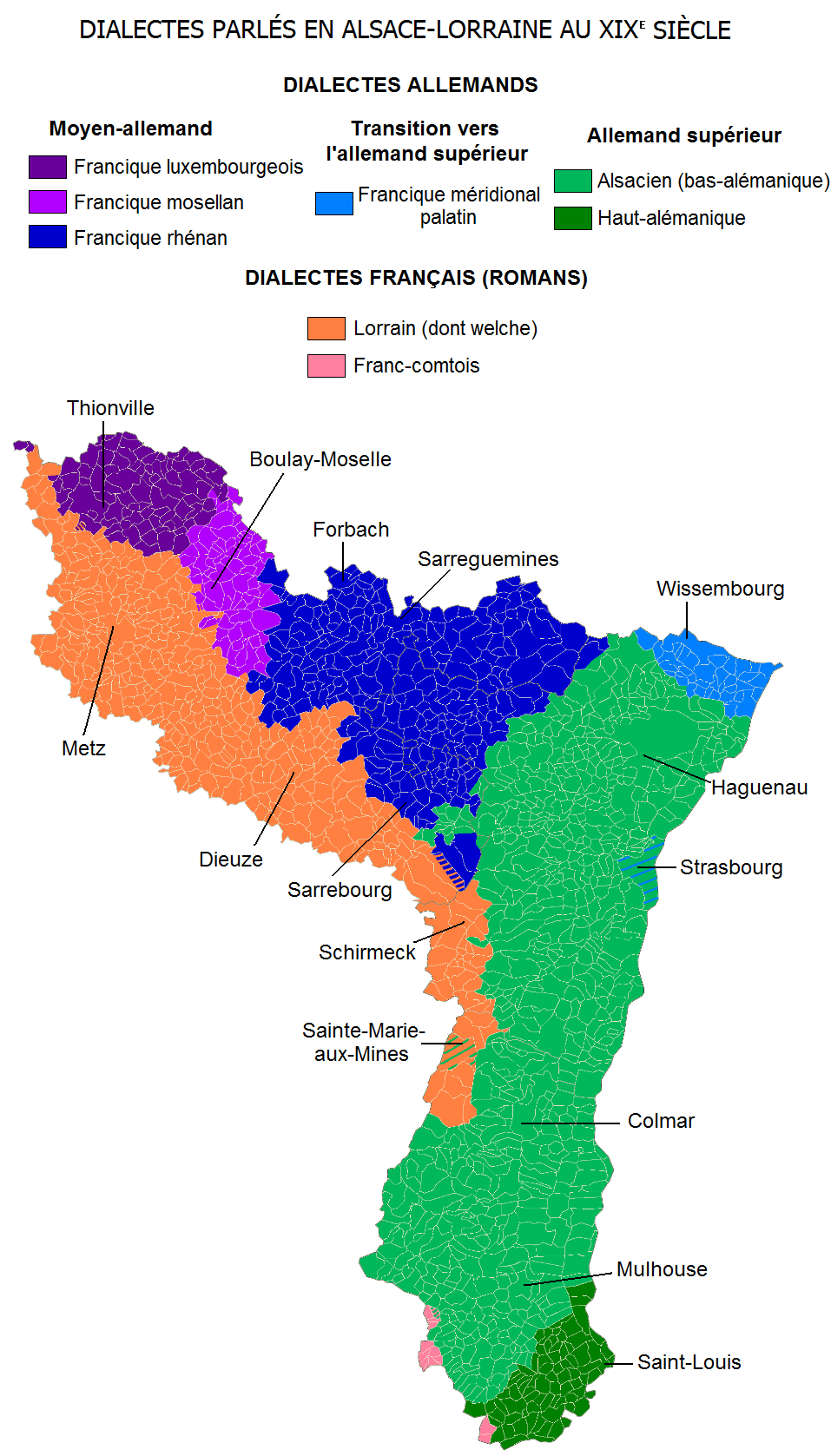
Dialectes d’Alsace-Lorraine.

Pour des raisons historiques, le francique méridional a subsisté dans une zone géographique très limitée du nord de l'Alsace. Cette zone se situe au nord du Seltzbach et constitue une bande s'étendant de Seltz à la Moselle. Il est à noter également que certains villages se trouvent dans une zone "tampon" où se croisent les versions alémanique et francique du dialecte alsacien. 
Au sein de ces communes, il n'est pas rare d'observer une alternance de code linguistique en fonction des origines géographiques initiales et du lieu de travail des locuteurs. Enfin, l'îlot linguistique de Mothern conserve une version légèrement archaïsante du francique méridional, sensiblement différente des dialectes environnants. La population âgée de cette commune maintient une intercompréhension quasi totale avec les locuteurs vivant sur l'autre rive du Rhin.
Comme on peut l'observer sur la carte ci-contre, le francique rhénan, branche palatine, représente une petite partie de la Région Alsace qui garde sa spécificité à la fois vis-à-vis des Alsaciens alémaniques (notamment par le système vocalique), mais aussi par rapport à la région sœur en Lorraine qui parle le francique rhénan, également à cause du système vocalique, mais aussi pour l'isoglosse P/PF.